# Ga nog niet naar huis
Ga nog niet naar huis is een nummer van de Nederlandse zanger Gerard Joling uit 2021. Het is de eerste single van zijn 16e studioalbum Dit ben ik.
"Ga nog niet naar huis" is volgens Joling een "vrolijk nummer over de liefde". Joling schreef het nummer tijdens een schrijverskamp met een team van jonge singer-songwriters. De plaat bereikte in Nederland geen hitlijsten, maar reikte in Vlaanderen wel tot de Tipparade.

## Tracklijst
- Muziekdownload

1. "Ga nog niet naar huis" - 3:00